# 베를린 그루네발트역
베를린 그루네발트역(Bahnhof Berlin-Grunewald)은 베를린 샤를로텐부르크빌머스도르프구 그루네발트에 있는 베를린-블랑켄하임선 S반선의 철도역이다. 역의 부속 시설로 S반 인상선과 유치선 및 객차 인상선이 있다. 나치 독일 시기에는 베를린에 거주했던 유대인을 수송하는 거점으로 사용되었다.

## 역사

### 1939년까지
프로이센 왕실에서는 1873년에 군사 전략적 철도(카노넨반, Kanonenbahn)의 일부인 베를린-블랑켄하임선을 건설하면서 현재의 그루네발트역 일대에 역을 건설하기로 결정했다. 1879년 8월 1일 개통 당시의 역명은 훈데켈레(Hundekehle)역이었다. 역 근처에 있는 그루네발트 숲에 있는 빙하곡 지대인 훈데켈레펜(Hundekehlefenn)의 이름을 따 왔다. 베를린-블랑켄하임선용 승강장 2면 외에도 베를린 순환선을 따라 운행하다가 이 역에 종착하는 그루네발트 열차(Grunewaldzug)용 승강장 2면이 추가로 건설되었다. 약 5년 후인 1884년 10월 15일에 현재의 역명으로 개칭되었다. 그 때까지는 베를린 순환선상에 있었던 할렌제역이 그루네발트라는 이름을 사용했고 동시에 현재의 역명으로 개명되었다.
그루네발트 지역에 택지가 조성되면서 1889년에 역에 대합실 건물이 건축되었다. 카를 코넬리우스(Karl Cornelius)가 설계했으며, 외관은 벽돌과 사암으로 건축되었다. 성문을 연상시키는 형태로 설계되었고 건물 상층부에는 날개 달린 바퀴 문양이 장식되었다. 꼭대기에는 증기 기관차를 형상화한 풍향계가 설치되었다. 건설 당시에는 진입 터널이 두 곳 설치되었지만 현재에는 이 중 하나만 사용 중이다.
1928년 6월 11일에는 이 역에 전동차 운행이 시작되었다. 블랑켄하임선 전철화와 동시에 순환선을 경유하여 운행한 그루네발트 열차가 운행을 중단했고 이에 사용된 승강장이 철거되었다.
역은 크게 두 부분으로 나뉘어 건축유산으로 등록되어 있다. 순환선 종착역 그루네발트역은 1879년에 건설된 역 건물, 신호소, 역무 건물 외에도 유대인 강제 수송 기념물을 포함하며, S반 그루발트역 대합실은 1899년에 건설된 대합실 건물, 터널, 승강장 두 곳을 포함한다.

### 강제 수송
1941년 10월부터 베를린의 유대인 약 5만 명이 강제 수송되었다. 그루네발트역 외에도 모아비트 화물역 및 안할트역이 강제 수송 열차의 출발점으로 사용되었다. 1941년 10월 18일에 1013명의 유대인을 수용한 첫 강제 수송 열차가 그루네발트역을 출발했다. 1942년 4월까지 베를린의 유대인들은 여기에서 각종 게토로 추방되었다. 1942년 말부터는 아우슈비츠 강제 수용소 및 테레지엔슈타트 강제 수용소로 향하는 열차가 출발했다. 그루네발트역에서 아우슈비츠 방면으로는 총 35편성의 열차가 유대인 17,000명을 강제 수송했다.

### 전쟁 이후

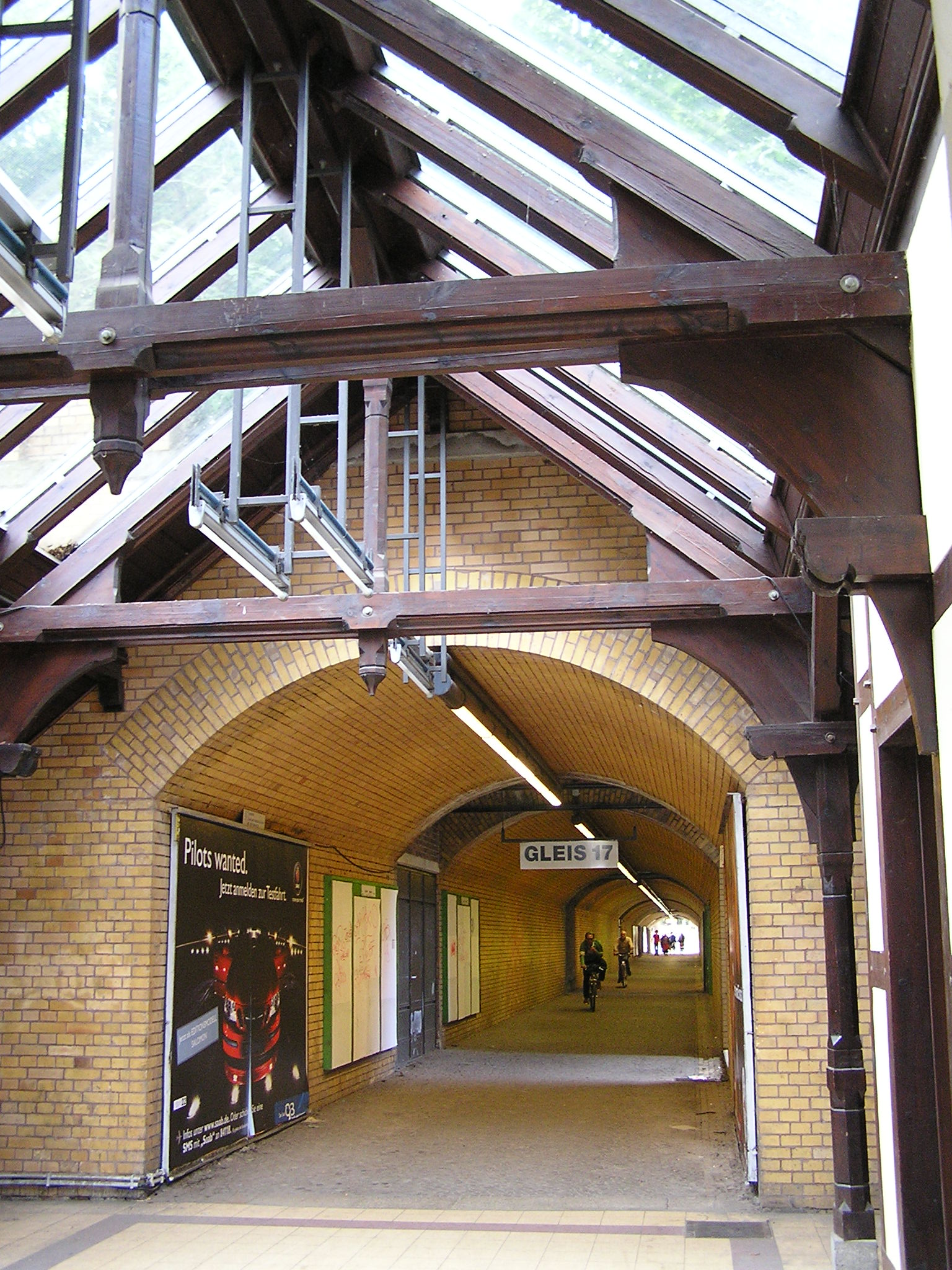
그루네발트 숲으로 향하는 터널

제2차 세계대전으로 인하여 1945년 4월부터 6월까지 운행이 중단되었다.
베를린 분단 이후 서베를린에서 S반이 차지하는 비중이 줄어들었다. 역에 있는 터널은 역 서쪽에 있는 서베를린의 최대 휴양지였던 그루네발트 숲으로의 보행자 및 자전거 통행로로서 사용되었다. 1980년 서베를린 S반 파업 당시 9월 19일부터 27일까지 운행이 중단되었고, 서베를린 BVG가 영업권을 양도받으면서 1984년 1월 9일부터 4월 30일까지 운행이 다시 중단되었다.
2011년에는 독일 연방정부 예산으로 개보수공사가 진행되었다. 이 과정에서 승강장으로 진입하는 승강기 2기가 설치되었다.
샤를로텐부르크빌머스도르프구에서는 1961년에 폐쇄되었던 남부 출입구의 재개방을 추진했으나 성공하지는 못했다. 2002년에는 베를린시와 도이체 반의 협약에서 출입구 재개방을 추진하지 않기로 결정했다. 개보수공사 비용뿐만 아니라 비용 대비 이용자 수가 적다는 이유에서였다.

## 강제 수송 기념물
독일국영철도가 홀로코스트에서 담당했던 역할은 오랫동안 알려지지 않았다.
유대인 강제 수송을 기념하는 첫 기념물은 1953년 11월 8일 수정의 밤 15주년 당시에 역 신호소에 설치되었으나 알려지지 않은 이유로 철거되었다. 정확한 철거 시기는 알려져 있지 않다. 기념물 설치를 주도한 나치 정권 희생자 협회가 당시에는 공산주의자 단체로 분류되었기 때문에 제막식은 서베를린 경찰의 방해를 받았다. 역 자체는 동독의 관할에 있었기 때문에 화물역 출입구를 봉쇄하였다. 두 번째 기념패는 20년 후인 1973년에 설치되었고 1986년에 도난당했다.
1987년 10월 18일에는 최초의 강제 수송 46주년을 기념하여 그루네발트 개신교회 여성회에서 기념물을 설치했다. 평행하게 놓인 철도 침목 두 개 위에 이와 수직으로 세 번째 침목을 설치했고, 그 위에는 "18.10.41"이라는 말만 적혀 있었다. 그 옆에는 "Wir erinniern / 18. Okt. 41 / 18. Okt. 87"("우리는 기억한다. 1941년 10월 18일. 1987년 10월 18일")이 적혀 있는 동판이 설치되었다. 설치 주도자의 고령으로 인하여 관리가 어려워지자 동판이 다시 철거되었다. 2005년에는 간략화된 형태로 다시 설치되었고 동판에 적혀 있었던 문구도 변경되었다.
 Im Gedenken an die Menschen, die von diesem Bahnhof deportiert wurden. 18. Okt. 1941–18. Okt. 1987

 
이 역에서 강제 수송된 모든 사람을 기념하며. 1941년 10월 18일-1987년 10월 18일.

1987년 4월 3일에는 과거 역무소에 동판이 설치되었다. 이 동판에는 히브리어로 "모든 절멸 수용소의 희생자를 기리며"라는 문구가 적혀 있다. 그 아래에는 독일어로 다음 문구가 적혀 있다.
 Zum Gedenken an Zehntausende jüdischer Bürger Berlins, die ab Oktober 1941 bis Februar 1945 von hier aus durch die Nazi-Henker in die Todeslager deportiert und ermordet wurden.

 
1941년 10월부터 1945년 2월까지 여기에서 나치 사형 집행인에 의해서 강제 수송되어 살해된 베를린의 수만의 유대인을 기리며

17번 승강장 기념물이 조성되면서 동판이 이전 설치되었다.
화물역 진입로에는 당시 빌머스도르프구의 주도로 1991년 10월 18일에 폴란드 예술가 카롤 브로니아토프스키(Karol Broniatowski)가 제작한 기념물이 설치되었다. 콘크리트 옹벽에 인간이 음각으로 새겨졌고 의미를 담은 동판이 설치되었다. 철도를 통한 강제 수송 외에도 철도역으로 가기 전에 베를린에 설치된 임시 수용소로의 "행진"도 다루고 있다.
도이체 반에서는 나치 시기의 독일국영철도의 역할을 기억하기 위한 작업으로 통합된 기념물을 조성하기로 했다. 제한적 경쟁에서 니콜라우스 히르슈(Nicolaus Hirsch), 볼프강 로어히(Wolfgang Lorch), 안드레아 반델(Andrea Wandel)의 안이 당선되었다. 대부분의 강제 수송 열차가 출발한 17번 승강장의 양쪽으로 철판이 설치되었다. 각 철판에는 각각의 강제수송 열차가 출발한 날짜, 수송된 사람의 수, 수송 목적지가 기록되어 있다. 17번 승강장 기념물은 베를린 도심에 있는 학살된 유럽 유대인을 위한 기념물과는 대조적으로 설계되었다. 밖에서 보기에는 평범해 보이지만 승강장으로 들어온 후에는 철판이 분위기를 압도하는 효과를 준다. 선로에 자라난 초목은 의도적인 것이며, 더 이상 이 승강장에서 출발하지 않을 것을 의도한 것이다. 1998년 1월 27일에 기념물이 공개되었다. 2006년 12월 12일 이스라엘 총리 에후드 올메르트가 독일을 방문하면서 17번 승강장 기념물을 찾았다. 당시 시장이었던 클라우스 보베라이트가 참석했다.
2012년부에는 베를린의 유대인, 유대인 박해, 강제 수송, 홀로코스트, 국가사회주의, 인종주의와 저항에 관한 책을 남은 소형 도서관 BücherboXX Gleis 17이 설치되었다. 2023년 8월 12일에 방화로 인하여 손상되었고, 현장에는 극우, 반유대주의 상징물이 발견되었다.

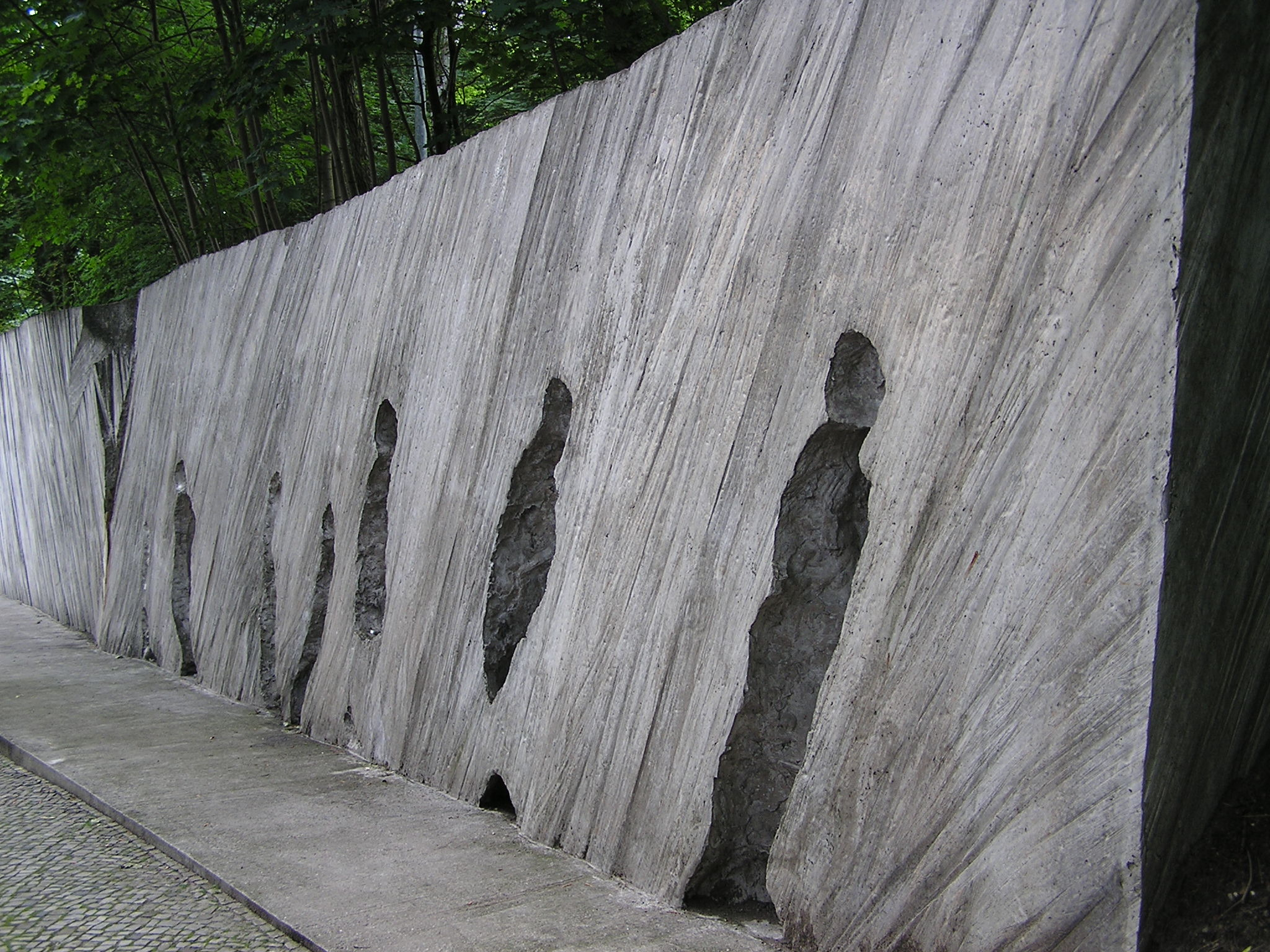
화물역 진입로에 설치된 기념물
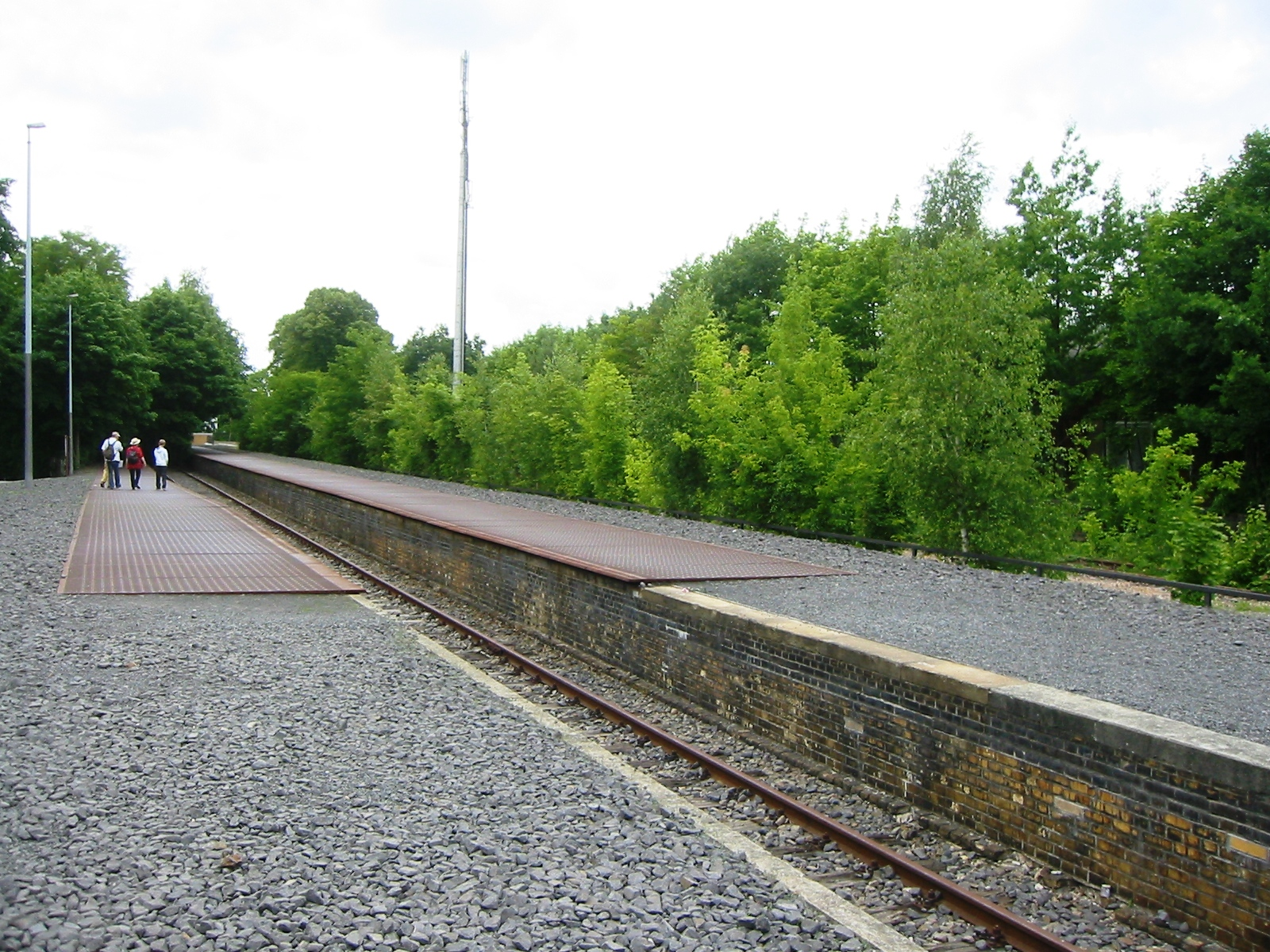
17번 승강장(Gleis 17) 기념물
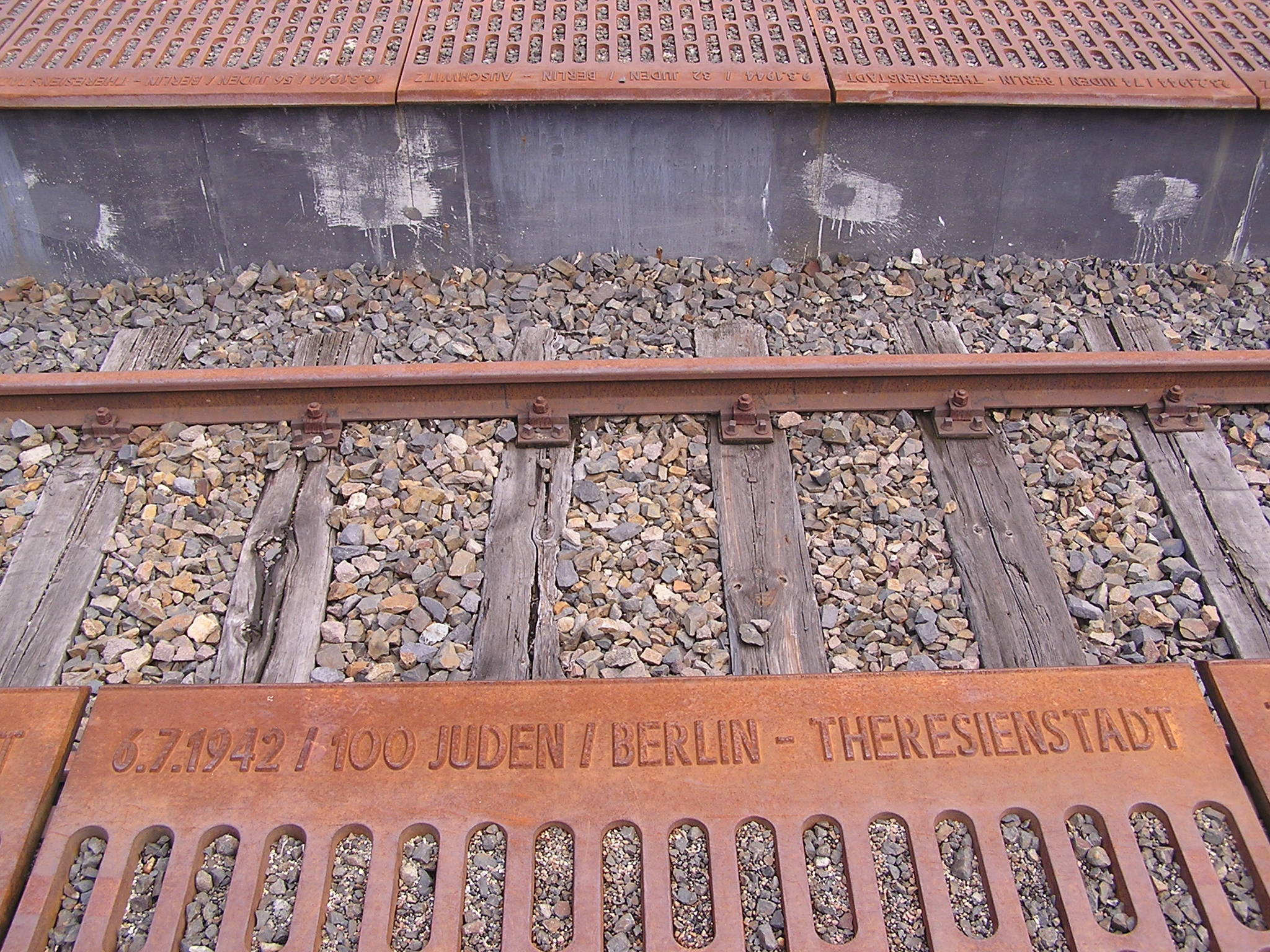
17번 승강장 기념물
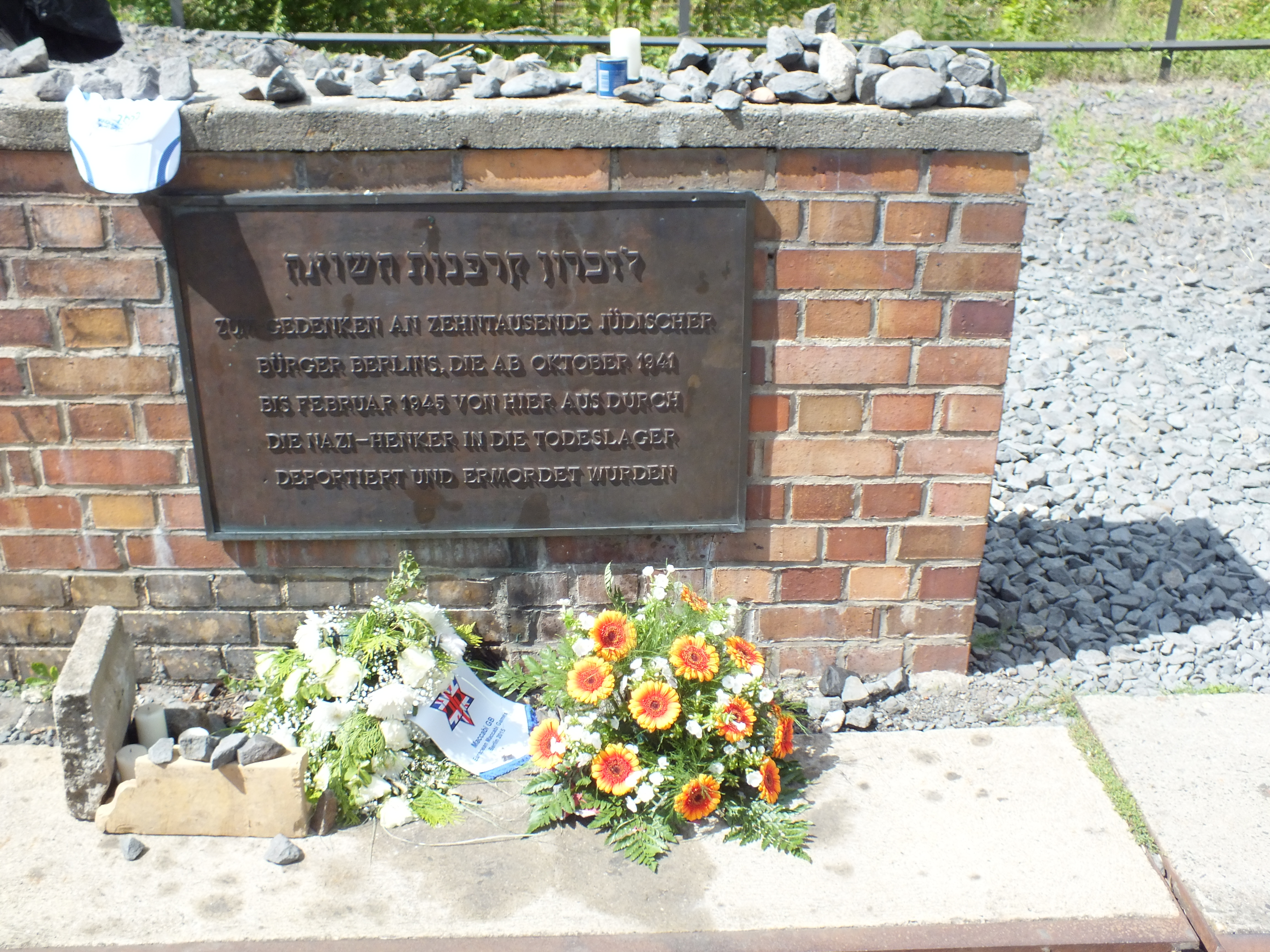
17번 승강장 앞 기념패
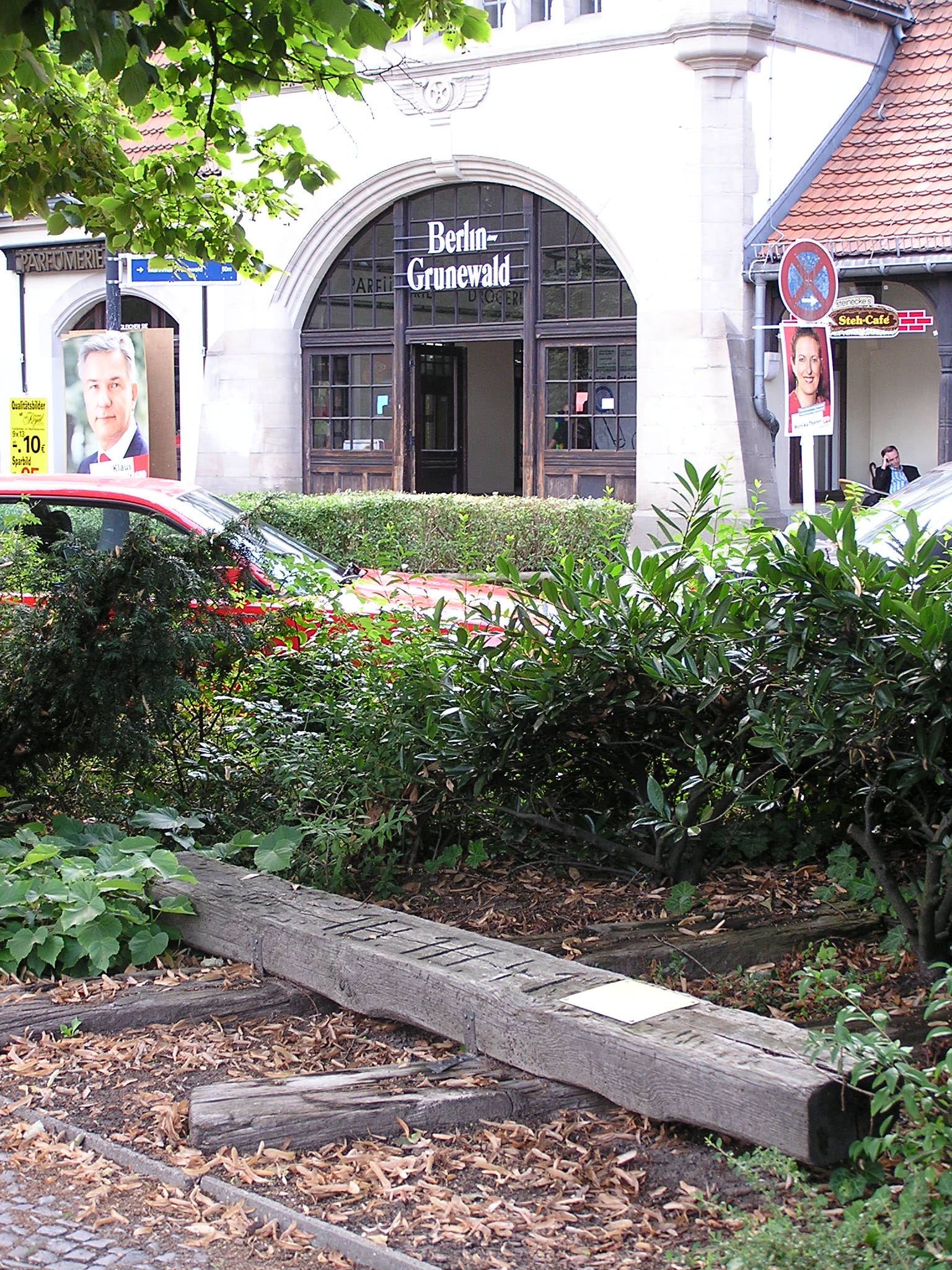
그루네발트 개신교회 여성회에서 설치한 기념물
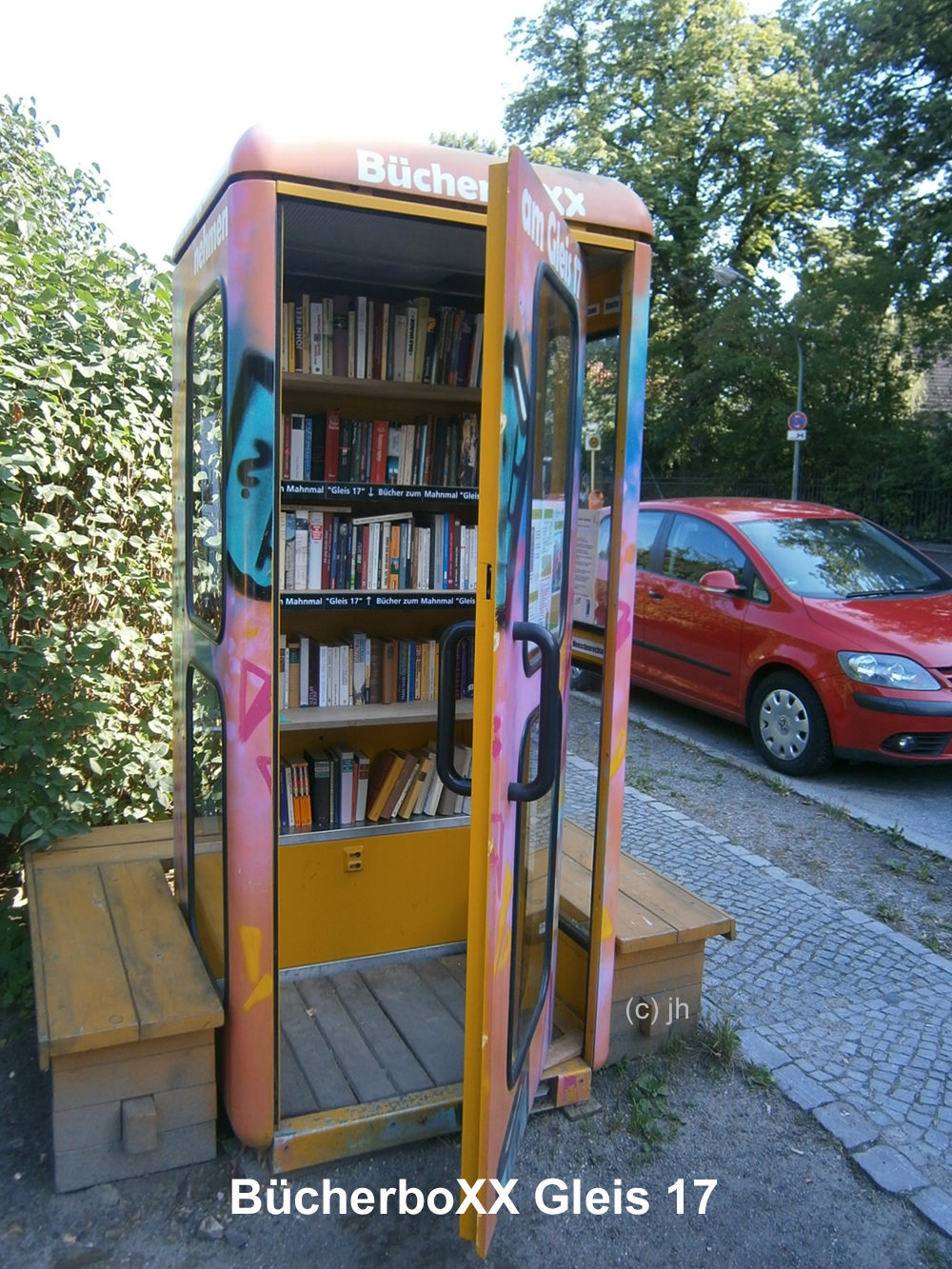
도서관으로 개조된 공중전화 박스, 2012년 8월

## 인접 철도역
베를린 버스 M19, 186, 349번과 환승 가능하다.
| 베를린 S반                    | 베를린 S반 | 베를린 S반                     |
| ----------------------------- | ---------- | ------------------------------ |
| 니콜라스제 포츠담 중앙역 방면 | S7         | 베스트크로이츠 아렌스펠데 방면 |